# Peter Schlesinger (Fußballspieler)
Peter Schlesinger (* 8. Oktober 1937 in Berlin; † 6. Mai 2014 ebenda) war ein deutscher Fußballspieler, der zehn Bundesliga-Spiele für Hertha BSC bestritt.

## Spielerkarriere
Peter Schlesinger spielte zunächst für den BFC Südring. Dort wurde er in der Vertragsliga Berlin 1958/59 Stammspieler und absolvierte 32 von 33 Ligaspielen. Jedoch konnte Südring lediglich Rapide Wedding hinter sich lassen und musste somit absteigen.
Daraufhin wechselte Schlesinger zum Ligakonkurrenten Hertha BSC. Unter Hanne Sobek wurde er 1959/60 umgehend Stammspieler. Hertha verfehlte jedoch um einen Punkt hinter Tasmania die Meisterschaft. Auch 1960/61 gehörte Schlesinger mit 25 Einsätzen zu den absoluten Stammspielern, die Hertha zum Titelgewinn führten. Dadurch nahmen die Berliner an der Endrunde um die deutsche Meisterschaft 1961 teil, in der Schlesinger alle sechs Spiele in der Gruppenphase bestritt. Allerdings sprang dort lediglich ein Sieg beim 1. FC Köln heraus. 1961/62 verfehlte Schlesingers Verein wie schon zwei Jahre zuvor um einen Punkt hinter den Tasmanen den Ligagewinn. Doch schon 1962/63 machte es Hertha besser und distanzierte die lokale Konkurrenz. Schlesinger konnte dabei aber nur in sieben Partien mitwirken. In der Endrunde um die deutsche Meisterschaft stand der Mittelfeldspieler dann aber wieder in allen sechs Spielen auf dem Platz. Hinter Köln und dem 1. FC Nürnberg wurde Hertha Gruppendritter und verpasste damit erneut den Einzug ins Finale. Mit dem Start der neu eingeführten Bundesliga bekam Hertha mit Josef Schneider einen neuen Übungsleiter. Unter diesem kam Schlesinger in der Spielzeit 1963/64 auf zehn Ligaspiele. Im Messestädte-Pokal 1963/64 bestritt er stattdessen beide Partien gegen den AS Rom. In den beiden folgenden Spielzeiten kam Peter Schlesinger dann zu keinem Ligaeinsatz mehr und spielte lediglich zweimal im Pokal.
So kam es 1966 zum Wechsel zum Berliner SV 92. Für den BSV 92 bestritt Schlesinger 34 Spiele in der Regionalliga Berlin, bevor er 1970 seine Spielerkarriere beendete.

## Erfolge
- Berliner Pokalsieger: 1958, 1959
- Berliner Meister: 1961, 1963, 1966